# 八國聯軍 (電影)
《八國聯軍》，或名《神拳三壯士》（Spiritual Fists），為1976年香港邵氏公司發行，張徹執導，以清末庚子拳亂為背景的一部武打電影。

## 劇情簡介
清朝末年政局腐敗，民不聊生。有志青年們團結而起，成立義和團組織，舉起保家衛國之旗，對抗入侵中國的侵略者。三名結拜兄弟陳章（梁家仁飾）、帥風雲（戚冠軍飾）和曾獻漢（傅聲飾）得聞義和團團眾僅須吞符唸咒，便天神附身、刀槍不入。對此三人雖感半疑半信，但亦有耳聞名滿江湖，身懷鐵布衫絕技的張振强（唐炎燦飾）已投入義和團東城分壇下，於是決定前往一探究竟，經張振强解說，始知刀槍不入之說均非屬實，僅藉以鼓舞團眾士氣，力抗外敵。三人有感於眾人抗敵之心，又相信在有謀略的領導下若能善加利用、加以訓練，義和團亦有可能與外敵對抗，遂而加入義和團。
然而在一次與日軍的作戰中，三人卻發現東城分壇的領導人李忠清（王龍威飾）乃一好大喜功之輩，貪圖清廷之權位，一味急攻，枉顧眾團眾之命，而擅鐵布衫的張振强，亦因李忠清的無方領導命喪於日軍槍砲之下。此役雖犧牲了諸多團眾，卻也擊破不少日軍，經由端郡王載漪（崔福生飾）及大臣剛毅（劉維斌飾）引薦，義和團的武藝及刀槍不入的神力更得到慈禧太后（李麗華飾）賞識。但陳章等人因李忠清為博慈禧之信任而隨意殺害無辜團眾之舉越發感到不齒，決意離去。
得到清廷的支持後，以「扶清滅洋」為名，在李忠清等的領導下團眾們開始大肆擄掠外商，甚有許多無關的民眾亦遭到迫害；而慈禧太后及一班大臣深信於義和團眾刀槍不入之力，於是向列強宣戰，終於導致八國聯軍攻陷北京……。

## 人物角色
| 角色名稱 | 演員            | 備註                   |
| -------- | --------------- | ---------------------- |
| 慈禧太后 | 李麗華          |                        |
| 曾献漢   | 傅聲            |                        |
| 帥風雲   | 戚冠軍          |                        |
| 陳章     | 梁家仁          |                        |
| 張振强   | 唐炎燦          |                        |
| 李忠清   | 王龍威          |                        |
| 賽金花   | 胡錦            |                        |
| 小菊     | 甄妮            |                        |
| 瓦德西   | 李察哈里遜      | 八國聯軍總司令         |
| 剛毅     | 崔福生          |                        |
| 載漪     | 劉維斌          |                        |
| 李蓮英   | 孫越            |                        |
|          | 葛香亭          |                        |
|          | 盧迪            |                        |
|          | 戴良            |                        |
|          | 韓江            | 縣官                   |
|          | 王昌熾          | 翻譯                   |
|          | Alexander Grand |                        |
|          | 染野行雄        | 日本軍官               |
| 老黑     | 江島            | 賽家家僕               |
|          | 劉家輝          | 義和團團眾             |
|          | 葉天行          | 義和團團眾             |
|          | 陸劍明          | 義和團團眾             |
|          | 林輝煌          | 義和團團眾             |
|          | 馮克安          |                        |
|          | 鄧德祥          | 義和團團眾             |
|          | 程清            | 義和團團眾，李忠清心腹 |
|          | 林輝            | 日本軍官               |
|          | 楊奎玉          | 日本軍官               |
|          | 歐立保          |                        |
|          | 陳森霖          |                        |
|          | 何維雄          |                        |
|          | 戚毅雄          |                        |
|          | 陳狄克          |                        |
|          | 黃樹棠          |                        |
|          | 黃哈            |                        |
|          | 葛長生          |                        |
|          | 郭追            |                        |
|          | 羅強            |                        |
|          | 張義貴          |                        |
|          | 小黃龍          |                        |
|          | 蕭堯            |                        |
|          | 王耀            |                        |
|          | 王永生          |                        |
|          | 葉飛揚          |                        |
|          | 葉照旭          |                        |

## 其他製作人員
- 製片：彭世偉、朱耕、祖康
- 助導：吳越凌、范守義、劉偉剛、周小培
- 副攝影：徐德利
- 藝術指導：顧毅
- 武術指導：劉家良
- 燈光：關英全、歐作霖
- 道具：何介夫
- 化妝：趙玉珍、尤婉君
- 服裝：李琦、黃榮

## 備註
1. 1 2  香港電影票房 1976 〔華語電影〕 的存檔，存档日期2008-10-05.，〈香港電影票房全紀錄〉

## 外部連結
- 香港影庫上《八國聯軍》的資料（繁體中文）
- 豆瓣电影上《八國聯軍》的資料 （简体中文）
- 时光网上《八國聯軍》的資料（简体中文）
- AllMovie上《八國聯軍》的资料（英文）
- 互联网电影数据库（IMDb）上《八國聯軍》的资料（英文）
- Boxer Rebellion（页面存档备份，存于），〈Hong Kong Cinemagic〉